# Saison 19 des Mystères de l'amour
Chronologie
Saison 18 Saison 20
Cet article présente la dix-neuvième saison de la série télévisée française Les Mystères de l'amour.

## Synopsis de la saison
Fanny s'est miraculeusement sortie indemne du tir d'Andréa. Elle fait une interview sur R Radio. À sa sortie, de nombreux fans l'attendent. Eric Fava dit qu'il a une star entre les mains. José et Cathy se posent de plus en plus de questions : José est-il le père du futur enfant de Béatrice ? De son côté, Hélène est toujours choquée du message qu'elle a reçu. On y voit Nicolas embrasser Céline. C'est Carine qui a pris et envoyé la photo. Hélène pose des questions à Nicolas : elle veut prendre des cours de sport avec Céline. John et Pierre continuent à méditer pour tenter de reconquérir Laly. Cette dernière veut qu'ils deviennent Végans. Sophie et Jimmy se sont retrouvés tandis que Bénédicte commence une nouvelle histoire avec Franck, le cousin de José. Cathy et José sont rassurés : José est bel et bien le père du bébé de Béatrice. Marie a peut-être une solution pour arrêter Ingrid... mais Guéant a perdu le numéro de téléphone de Marine Touzain (veuve de Gaël Touzain, commandité par Ingrid pour foncer dans la voiture d'Helene et Nicolas). Cathy, José et Béatrice ont annoncé leur couple à trois à toute la bande. Tout le monde est sous le choc. Une véritable course poursuite a lieu entre Rudy/Alice et les ravisseurs de cette dernière. Sur une idée de Rudy, la police réussit à arrêter les malfaiteurs. Peter et Hélène se rapprochent de plus en plus. Hélène demande à Peter de l'emmener à Bruxelles car c'est la qu'il se sont embrassés pour la première fois. Finalement, Hélène et Nicolas se réconcilient. Drame pour Sophie : elle a une leucémie foudroyante. Si on ne lui trouve pas de donneur compatible de moelle osseuse, elle va mourir. Toute la bande accepte de passer le test. Béatrice renonce à cause de la taille de l´aiguille mais Eric Favat propose de passer le test. Ingrid et Bruno prennent en otage Céline. Désormais cette dernière va arrêter de travailler pour Karine mais elle est au service d'Ingrid, cependant pour la même raison : Ingrid veut récupérer Nicolas. Karine est envoyée en Amérique du Sud, dans un bar très particulier «le Gallo Rojo». Manuela, la cousine de Christian fait son grand retour. John et Pierre sont toujours au water-sport, ils prennent en photo Bénédicte. Marie et Stéphanie enquête sur la disparition de Karine Parsky. Grâce au juge, Alice est innoncentée et reste donc en liberté. Elle en profite pour faire connaissance avec la bande. Peter pense qu'il est son père. Jimmy reçoit un appel de l'hôpital. Sophie n'a pas de donneur compatible. Jimmy lui ment, mais elle s'en rend compte. Elle décide donc de lui laisser un message très émouvant où elle dit qu'elle n'a pas envie qu'il la voie se "dégrader" et que quoi qu'il arrive, elle serait toujours à ses côtés. Sophie ouvre le gaz, elle s'allonge pour s'endormir pour toujours, comme elle le dit.

## Distribution

### Acteurs principaux (dans l'ordre d'apparition au générique)
- Hélène Rollès : Hélène Vernier
- Patrick Puydebat : Nicolas Vernier
- Laure Guibert : Bénédicte Breton
- Tom Schacht : Jimmy Werner
- Elsa Esnoult : Fanny Greyson
- Sébastien Roch : Christian Roquier
- Cathy Andrieu : Cathy Da Silva
- Philippe Vasseur : José Da Silva
- Laly Meignan : Laly Polleï
- Richard Pigois : John Greyson
- Frank Delay : Pierre Roussell
- Serge Gisquière : Peter Watson
- Macha Polikarpova : Olga Poliarva
- Audrey Moore : Audrey McAllister
- Carole Dechantre : Ingrid Soustal
- Marjorie Bourgeois : Stéphanie Dorville
- Magali Semetys : Marie Dumont
- Angèle Vivier : Aurélie Breton
- Tony Mazari : Hugo Sanchez
- Charlène François : Sophie Grangier
- Lakshan Abenayake : Rudy Ayake
- Julie Chevallier : Béatrice Guttolescu
- Elliot Delage : Julien Da Silva
- Jean-Baptiste Sagory : Sylvain Pottier
- Benjamin Cotte : Nicky Vernier/McAllister
- Manon Schraen : Léa Werner

### Acteurs récurrents
- Manuela Lopez : Manuela Roquier
- Allan Duboux : Éric Fava
- Jean-Luc Voyeux : Guéant
- Franck Neel : Franck Nevel
- Hélène Renard : Alex
- Alexandra Campanacci : Carine Parsky
- Aymeric Bonnery : Animateur de Air Radio (Épisode 1 et 2)
- Laure Azan : Chanteuse
- Stéphane Rodin : Patron de Air Radio (Épisode 2)
- Swann Dupont : Alice, la copine de Rudy
- Ziad Jallad : David Parsky, le mari de Carine
- Alix Schmidt : Annie, amie et collègue de Manuela
- Jérémy Wulc : Jérémy Sibert, policier de la scientifique
- Célia Diane : Céline Govin, la coach sportive de Nicolas
- Vincent Geirnaert : Patrice Lombier
- Salomé de Maat : Caroline

## Liste des épisodes
1. Menace oubliée
2. Jalousie
3. Tendre aveu
4. Prise au piège
5. Amour brûlant
6. Foudroyante nouvelle
7. Sombres projets
8. Confidences et jalousies
9. Radio poursuite
10. Pièges et embuscades
11. Double méprise
12. Changement de propriétaire
13. À plein gaz
14. Rencontre du deuxième type
15. Épiée
16. Photos volées
17. Exécution
18. Passion perverse
19. Dangers dans la nuit
20. Chantage fatal
21. Wonder Fanny
22. Dossier fatal
23. Des sourires et des larmes
24. Emprises et méprises
25. Multiples inquiétudes
26. Hésitations dangereuses